# Streptostachys rigidifolia
Streptostachys rigidifolia là một loài thực vật có hoa trong họ Hòa thảo. Loài này được Filg., Morrone & Zuloaga miêu tả khoa học đầu tiên năm 1993.